# En la ciudad de los muertos
En la ciudad de los muertos es una novela del escritor español José María Latorre, escrita en la tradición de la novela de terror gótica, ambientada en un escenario decadente y en el que la vida de la protagonista se ve marcada por la tragedia.

## Sinopsis
Andrea Kóvacs, la protagonista, acaba de perder a su marido, y poco después recibe una oferta de trabajo para clasificar la biblioteca del castillo de Janos Koltái. Andrea abandona Budapest en compañía de Marko, su hijo de siete años, llegando a la pequeña villa de Mirosczavá, donde se encuentra con un ambiente opresivo e inquietante que la llevan a pensar en abandonar el trabajo, a pesar de las buenas perspectivas económicas.
Sin embargo, la inesperada muerte de Marko en un accidente de tráfico lleva a Andrea a permanecer en la villa, donde sus peores temores sobre la naturaleza de Janos Kóltai comienzan a hacerse realidad, mientras progresivamente descubre que tanto Mirosczavá como sus habitantes se encuentran anclados en el pasado y detenidos en una muerte eterna por la voluntad de su maléfico amo.
- Datos: Q5832053